# Дороті Ґіш
Дороті Ґіш (англ. Dorothy Gish; 11 березня 1898, Массіллон, США — 4 червня 1968, Рапалло, Італія) — американська акторка кіно, сестра Ліліан Ґіш.

## Біографія
Дороті Ґіш народилася в Массіллоні 11 березня 1898 року в родині Джеймса Лі Ґіша та Мері Робінсон МакКоннелл, у якої, крім неї, була ще старша дочка — Ліліан. Після того, як батько покинув родину, матері довелося багато працювати, в тому числі акторкою, щоб утримувати доньок.
Акторська кар'єра сестер Ґіш почалася 1912 року, після того, як їхня подруга Мері Пікфорд представила їх директору кіностудії American Mutoscope & Biograph Company Девіду Ґріффіту. Спільний дебют сестер у кіно відбувся того ж року в стрічці «Невидимий ворог».
За роки своєї кар'єри Дороті з'явилася більш ніж у ста фільмах, у багатьох з яких грала також її старша сестра.

## Фільмографія
- 1912 — Невидимий ворог / An Unseen Enemy
- 1913 — Панночка та мишка / The Lady and the Mouse
- 1915 — Старий Гейдельберг / Old Heidelberg
- 1919 — Вдома нікого / Nobody Home
- 1922 — Сільська вітряниця
- 1925 — Бен-Гур: історія Христа
- 1926 — Дама з камеліями